# Меховик (футбольный клуб)
```

```

Футбольный клуб «Меховик» (укр. Футбольний клуб «Хутровик») — украинский футбольный клуб из Тысменицы (Ивано-Франковская область). Выступает в Чемпионате Ивано-Франковской области по футболу. Выступал в Любительских чемпионатах Украины, переходной лиге чемпионата Украины. Провёл три сезона во второй лиге чемпионата Украины. Обладатель «Кубка Подгорья» 1994 года.

## Прежние названия
- 1958—1996: «Меховик»
- 1996—1998: ФК «Тысменица»
- с 1998: «Меховик»

## История
В сезоне 1993/1994 команда «Меховик» выступала в переходной лиге. В следующем сезоне 1994/1995, заняв третье место, команда «Меховик» перешла с третьеё лиги (переходной) во вторую лигу (Группа «А»), где выступала три сезона. В 1996 году главный спонсор — меховое предприятие — покинул команду, сменилось и название — команда стала называться ФК «Тысменица».
После сезона 1997/1998 команда снялась с соревнований ещё перед стартом следующего чемпионата. Клуб возвращается в чемпионат области. Позднее команда возвращает своё историческое название «Меховик».

## Достижения
- Чемпион Ивано-Франковской области — 1992